# Paso Robles
Paso Robles és una població dels Estats Units a l'estat de Califòrnia. Segons el cens del 01/01/2010 tenia 30.072 habitants.

## Demografia
Segons el cens del 2000, Paso Robles tenia 24.297 habitants, 8.556 habitatges, i 6.040 famílies. La densitat de població era de 541,3 habitants/km².
Dels 8.556 habitatges en un 37,4% hi vivien nens de menys de 18 anys, en un 53,4% hi vivien parelles casades, en un 12,5% dones solteres, i en un 29,4% no eren unitats familiars. En el 23,7% dels habitatges hi vivien persones soles l'11,4% de les quals corresponia a persones de 65 anys o més que vivien soles. El nombre mitjà de persones vivint en cada habitatge era de 2,73 i el nombre mitjà de persones que vivien en cada família era de 3,23.
Per edats la població es repartia de la següent manera: un 29,8% tenia menys de 18 anys, un 10,5% entre 18 i 24, un 27,7% entre 25 i 44, un 18,6% de 45 a 60 i un 13,4% 65 anys o més.
L'edat mediana era de 33 anys. Per cada 100 dones de 18 o més anys hi havia 97,6 homes.
La renda mediana per habitatge era de 39.217 $ i la renda mediana per família de 44.322 $. Els homes tenien una renda mediana de 35.514 $ mentre que les dones 24.058 $. La renda per capita de la població era de 17.974 $. Entorn del 10,7% de les famílies i el 13,6% de la població estaven per davall del llindar de pobresa.

## Poblacions més properes
El següent diagrama mostra les poblacions més properes.